# Juan Záizar
Juan Záizar Torres (Tamazula de Gordiano, Jalisco, 9 de septiembre de 1933 - 6 de febrero de 1991) fue un cantante y compositor mexicano de música vernácula.

## Carrera artística
Su gusto musical por la música mexicana le fue trasmitido por su padre, Refugio Záizar Díaz, quien acostumbraba llevarle serenata a su esposa María del Refugio Torres Jiménez. A la edad de diez años Juan se traslada a vivir a la Huasteca Potosina con su madre y sus hermanos David y Antonio Záizar, este último sacerdote.
Por influencia de su hermano Antonio, Juan estudió en el Seminario Guadalupano y formó parte del coro de la iglesia junto con su hermano David.  
Durante su residencia en la Huasteca Potosina Juan y David cantaban mientras se bañaban en un río y un productor de radio, dueño de la chocolatera La Corona fue quien les descubre y los invita a hacer algunos programas en la XEW  en la Ciudad de México.
Ya en la capital, se presentaron en ocho programas de radio en la XERH gracias a la oportunidad brindada por Arsenio Tuero, siendo también escuchados por el locutor de radio Pedro de Lille quién les brindó más oportunidades para continuar con su carrera artística . 
Juan y David Záizar formaron junto con Daniel Terán y Refugio Calderón el cuarteto de Los Cantores del Bosque, el cual se presentó en la XEW y tiempo más tarde se disuelve, quedando solamente Juan y David a dueto como Hermanos Záizar  y grabando su primer  LP en 1951 para la RCA Victor. 
Juan junto con su hermano grabó sesenta discos y como solista veintitrés, tanto para la RCA como para Peerless.   
Los Hermanos Záizar iniciaron su carrera como actores  en el teatro de revista con Roberto Soto mediante las recomendaciones de Jorge Negrete. 
Juntos participaron en varios largometrajes como Sangre en la barranca, Los cuatro Juanes, Ahí vienen los Argumedo y La escondida, esta última dirigida por Emilio el Indio Fernández. En 1980 Juan produce la película Cruz de Olvido, siendo esta la última en la que  David y Juan actúan en unión, pues tiempo después fallece David de un infarto masivo. Para 1989 Juan filma su última película El Milagro de la Virgen de San Juan de los Lagos.   
De 1970 a 1981 Juan Záizar fue vocal del Consejo Directivo y miembro del departamento de Relaciones Públicas de la Sociedad de Autores y Compositores de México (SACM). y de 1982 a 1984 fue vocal del comité de honor y justicia de La Asociación Nacional de Actores (ANDA). 

## Reconocimientos
Además de los reconocimientos entregados por las disqueras, la Asociación Nacional de Actores lo galardonó con la Medalla “Virginia Fábregas” por sus 25 años de carrera artística. En ese mismo año recibió por parte de la Sociedad de Autores y Compositores de México (SACM)  la Medalla "Agustín Lara" por sus 25 años como compositor.  
En febrero de 1976, Los Hermanos Záizar fueron declarados hijos predilectos de Tamazula y en octubre del mismo año se les rindió un homenaje en el parque Agua Azul de Guadalajara. Para 2009 el Gobierno del Estado de Jalisco y el municipio de su natal Tamazula los honra con el museo Hermanos Záizar, el cual además de contar con otras salas que muestran la historia de la localidad, exhibe los trajes de charro de los Hermanos Záizar, su discografía, fotos y una fonoteca.
En 2012 son develadas en el centro de su natal Tamazula dos estatuas en bronce de tres metros de altura de Juan y David Záizar como homenaje a estos dos grandes personajes.

## Composiciones
Juan Záizar desde temprana edad comenzó a escribir poemas y a la edad de 13 años realiza su primera composición Al pie de tu reja.
Entre algunas de sus composiciones se encuentran: “¡Qué padre es la vida!”, “La basurita”, “Cuál Juan”, “Cielo rojo”, “No tiene la culpa el indio”, “Las quejas de un cancionero”, “El cofrecito”, “Dolor de mi dolor”, “Un mar de penas”, “Canción ranchera”, “Cruz de olvido”, "Gavilán Gavilancillo", "Paloma herida", entre muchas otras más.
Sus canciones han sido interpretadas por Amalia Mendoza, Flor Silvestre, Lucha Moreno, Lola Beltrán, Beatriz Adriana, Maria de Lourdes, Pablo Montero, Lucia Méndez, Tania Libertad, Estela Nuñez, Lucero, Javier Solís, Vicente Fernández, Rocío Jurado, Chavela Vargas, Angélica María, Cornelio Reyna, Lila Downs, Pepe Aguilar, Angela Aguilar, Lorenzo Negrete, Luis Miguel, Laura y Juan Záizar y muy en especial  interpretadas y grabadas por su hermano David Záizar.
Actualmente el Linaje lo continúan dos de sus cuatro hijos, (Laura Záizar y Juan Záizar)  quienes siguen la herencia musical de los Hermanos Záizar.